# Giorgio Mariani
Giorgio Mariani (Sassuolo, 6 aprile 1946 – Sassuolo, 8 dicembre 2011) è stato un calciatore italiano, di ruolo attaccante.

## Biografia
Muore l'8 dicembre 2011, all'età di sessantacinque anni, dopo una lunga malattia.
Era sposato con Lucilla Ninzoli, deceduta il 3 gennaio 2017, dalla quale ebbe quattro figlie: Cristina, Simonetta, Mara e Micaela.

## Carriera

### Club

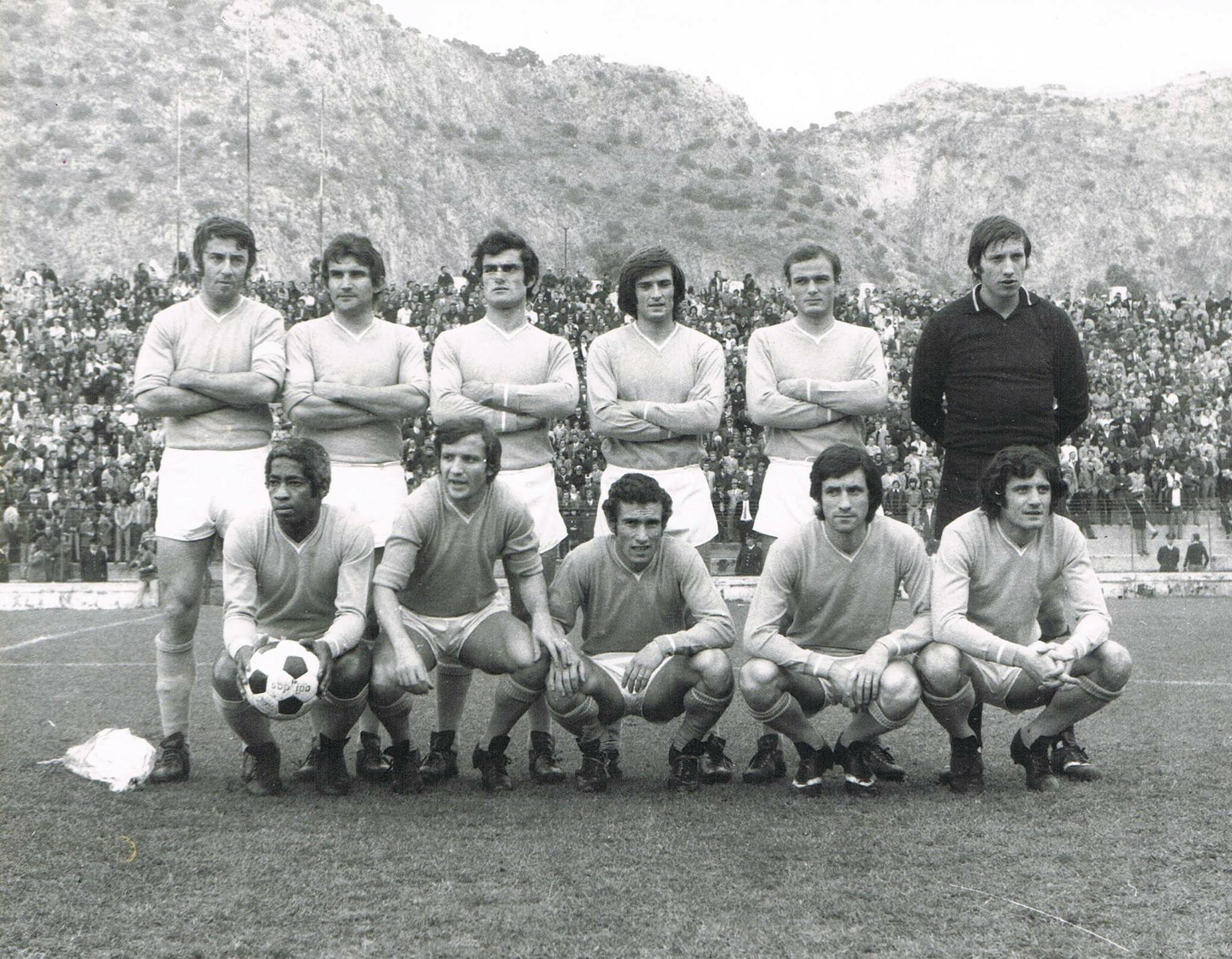
Mariani (accosciato, primo da destra) nel Napoli 1972-1973

Mariani iniziò a dare i primi calci al pallone nel Sassuolo. A 15 anni il passaggio alla Fiorentina. In riva all'Arno rimase solo un anno: la società preferì cederlo in prestito per fargli fare esperienza. Tornò così al Sassuolo. Il debutto nel calcio professionistico avvenne nel 1965-1966 in Serie B con il Modena nelle cui file giocò un solo incontro.
Nei due anni successivi militò nelle file del Cosenza e dell'Ascoli prima di tornare nella Fiorentina dove rimase per tre stagioni partecipando alla conquista dello scudetto 1968-1969 anche se in veste di riserva. Giocò infatti una sola partita in quel campionato, in occasione del successo interno sull'Atalanta del 6 ottobre 1968. Nel 1970 perse la finale di Coppa delle Alpi.
Nel 1971-1972 venne ceduto al Verona in cambio di Sergio Clerici. Contribuì alla salvezza della società gialloblù con 6 gol, alcuni decisivi, fra cui la tripletta realizzata ai danni della Sampdoria nella sfida del 26 marzo 1972 ribaltando il punteggio da 0-1 a 3-1.
Nel 1972-1973 avviene altro trasferimento, passando in compartecipazione al Napoli. Nel Golfo Mariani rimase solo per un anno. La società era intenzionata a confermarlo per la stagione successiva ma il Verona, proprietario del cartellino, preferì cederlo al Palermo, stavolta a titolo definitivo.
La permanenza di Mariani in rosanero durò solo tre partite: al calciomercato di novembre fu acquistato dall'Inter. Nei due anni in nerazzurro segnò 4 reti in ognuno dei due campionati.
Nel 1975-1976 passò al Cesena, dove la stagione finì con la qualificazione dei romagnoli alla Coppa UEFA, che gli permise di essere riconfermato per la stagione successiva, nella quale realizzò una rete in campionato e una in UEFA contro il Magdeburgo.
Nel 1977-1978 militò in Serie B nel Varese, per la sua ultima stagione nel calcio professionistico prima di scendere di categoria tornando a giocare nel Sassuolo in Serie D fino al ritiro dall'attività.
In carriera collezionò 158 presenze e 29 reti in Serie A e 29 presenze e 2 reti in Serie B.
Terminata l'attività agonistica intraprese quella di direttore sportivo ricoprendo il ruolo, fra l'altro, con Sassuolo, Fidenza e Pavullese.

## Palmarès

### Club

#### Competizioni nazionali
- Campionato italiano: 1

Fiorentina: 1968-1969